# Kurt Wallat
Kurt Wallat (* 24. April 1960 in Lauterecken) ist ein deutscher Klassischer Archäologe und Verlagslektor.

## Leben
Kurt Wallat studierte von 1984 bis 1986 an der Universität Mainz und von 1986 bis 1991 an der Universität Freiburg die Fächer Klassische Archäologie, Alte Geschichte und Klassische Philologie mit Schwerpunkt Latein. 1991 schloss er sein Studium als Magister Artium mit einer baugeschichtlichen Untersuchung zum Macellum von Pompeji an der Ostseite des Forums ab. Die Promotion mit einer Dissertation zum Thema Die kaiserzeitlichen Gebäude der Ostseite des Forums von Pompeji erfolgte im Februar 1993 bei Volker Michael Strocka.
Mit seiner Dissertation hat Wallat sich auf die Erforschung unbemalter römischer Mauerstrukturen spezialisiert und eine chronologische Einteilung für das Ziegelmauerwerk (opus testaceum) in Pompeji aufgestellt, mit deren Hilfe die Datierung von Gebäuden oder Teilen von diesen auch dann möglich ist, wenn weitere datierende Kriterien wie Wandmalerei, Inschriften oder Graffiti nicht mehr vorhanden sind.
Von 1993 bis 1995 war Wallat Assistent des von der Deutschen Forschungsgemeinschaft finanzierten und an der Universität Freiburg angesiedelten Forschungsprojektes Häuser in Pompeji. Von 1994 bis 1997 initiierte und organisierte er gemeinsam mit Rainer Stutz eine von der Deutschen Forschungsgemeinschaft geförderte Dokumentations- und Ausgrabungskampagne in Thugga, Tunesien. Von 2003 bis 2019 war Wallat gemeinsam mit der niederländischen Archäologin Nathalie de Haan Leiter des vom Niederländischen Institut in Rom getragenen Dokumentations- und Ausgrabungsprojektes Terme Centrali in Pompeji, an dem auch die Soprintendenza Archeologica di Pompei und das Institut für Photogrammetrie und Fernerkundung der Universität Karlsruhe beteiligt waren.
Seit 1996 ist er für den Verlag Peter Lang tätig, wo er als leitender Lektor Publikationen vornehmlich aus den Programmbereichen Rechtswissenschaft und Wirtschaftswissenschaften betreut.

## Publikationen (Auswahl)
- Opus testaceum in Pompeji. In: Mitteilungen des Deutschen Archäologischen Instituts, Römische Abteilung Band 100, 1993, S. 353–382.
- Die Ostseite des Forums von Pompeji. Lang, Frankfurt 1997, ISBN 3-631-31190-7 (Dissertation).
- Sequitur clades – Die Vigiles im antiken Rom (= Studien zur Klassischen Philologie Bd. 146). Lang, Frankfurt 2004, ISBN 3-631-52473-0.
- mit Nathalie de Haan: Le Terme Centrali a Pompei. Ricerche e scavi 2003–2006. In: Nuove ricerche archeologiche nell'area vesuviana (scavi 2003–2006). L’Erma di Bretschneider, Rom 2008, S. 15–24.
- Archäologie. 100 Seiten. Reclam, Ditzingen 2020, ISBN  978-3-15-020550-1.
- mit Nathalie de Haan: Die Zentralthermen (Terme Centrali) in Pompeji. Archäologie eines Bauprojektes. Edizioni Quasar, Rom 2023, ISBN 978-88-5491-337-0.